# Maria Pia Tavazzani
Maria Pia Tavazzani, conosciuta anche come Maria Pia Fanfani (Pavia, 29 novembre 1922 – Roma, 7 novembre 2019), è stata una partigiana, scrittrice e fotografa italiana, dedita prevalentemente ad opere umanitarie e di solidarietà nella Croce Rossa Italiana. Diventò famosa dopo aver sposato in seconde nozze Amintore Fanfani, uno degli esponenti di maggiore spicco della Democrazia Cristiana.

## Biografia
Nacque a Pavia da Carlo e Ida Carmeloni (orfanella adottata dalla famiglia Tavazzani); scampata a una polmonite infantile, venne educata all'impegno umanitario per volontà della madre che aveva fatto un voto durante la malattia della piccola. Nel 1942 sposò l'ingegnere Giuseppe Vecchi, e durante la seconda guerra mondiale partecipò alla lotta partigiana contro l'occupazione nazifascista, come staffetta accanto al fratello Attilio, capo partigiano.
Dopo la morte del marito, avvenuta nel 1973, sposò, presso la Basilica di San Giuseppe al Trionfale, nel 1975 Amintore Fanfani, storico leader della Democrazia Cristiana e più volte Presidente del Consiglio, che nel 1968 era rimasto vedovo di Biancarosa Provasoli. Con il secondo matrimonio, anche grazie alla ricca rete di relazioni col mondo della politica internazionale, l'attività e l'impegno umanitario di Maria Pia Tavazzani, ormai nota prevalentemente con il cognome del marito, presero nuovo impulso. Nel 1983 diventò presidente del Comitato Nazionale Femminile della Croce Rossa Italiana, carica che ricoprì fino al 1994 e che le avrebbe consentito di moltiplicare i suoi progetti umanitari. Nel 1985 venne nominata a Ginevra Vicepresidente della Lega Internazionale della Croce Rossa e della Mezzaluna Rossa (1985-1989) sotto la presidenza di Enrique de la Mata.
Il suo impegno nella Croce Rossa Internazionale, tra cui la presenza in missioni umanitarie nei Balcani negli anni di guerra seguiti alla dissoluzione della Iugoslavia, e il suo attivismo in molte attività di volontariato, la portarono ad avere una forte esposizione mediatica, venendo da un lato ad essere accusata di presenzialismo e dall'altro ad essere considerata come la prima vera first lady della Repubblica italiana.Fu una delle personalità femminili a essere intervistate dalla scrittrice Paola Severini Melograni nel suo libro Le mogli della Repubblica. Maria Pia Tavazzani è morta a Roma a quasi 97 anni il 7 novembre 2019.

## Opere
- Ambasciate d’Italia nel mondo, 1969
- Polonia secondo millennio, 1970
- Ambasciate estere a Roma, 1972
- Romania mondo latino, 1973
- Lady non stop: personaggi e incontri di una vita spesa per gli altri, Mondadori, 2009